# Спадола (Вибо Валенција)
Спадола (итал. Spadola) је насеље у Италији у округу Вибо Валенција, региону Калабрија.
Према процени из 2011. у насељу је живело 770 становника. Насеље се налази на надморској висини од 756 м.

## Становништво
Према резултатима пописа становништва 2011. у општини је живело 858 становника.
| 1931. | 1936. | 1951. | 1961. | 1971. | 1981. | 1991. | 2001. | 2011. |
| ----- | ----- | ----- | ----- | ----- | ----- | ----- | ----- | ----- |
| 920   | 880   | 919   | 937   | 797   | 771   | 821   | 819   | 858   |